# Jersie (plaats)
Jersie is een plaats in de Deense regio Seeland, gemeente Soldrød. De plaats telt 564 inwoners (2008).
Op enkele kilometers ten oosten van Jersie ligt Jersie Strand met station Jersie.